# Patkó villa
A Patkó villa, vagy más néven a Gobbi-villa a Visegrádi-hegységben, a Mogyoró-hegy északkeleti lejtőjén, a Dunabogdány és Visegrád közötti Visegrád–Szentgyörgypusztán, (a kisoroszi révhez közel) áll. A birtokot a természet zárja le, az Ápriliy-völgyet is határoló meredek sziklafallal. Az épület eredetileg Gobbi Hilda színművész nyaralója volt, amelyet végrendeletében a volt Nemzeti, ma Magyar Színház társulatának adományozott, hogy azt alkotóházként használják. Az épület nevét az általa gyűjtött több mint négyezer lópatkó után kapta. Ezekből készült például a kerítése, de több más helyen is megtalálhatóak. Az ingatlan 1988 óta állami tulajdon.

## A villa története

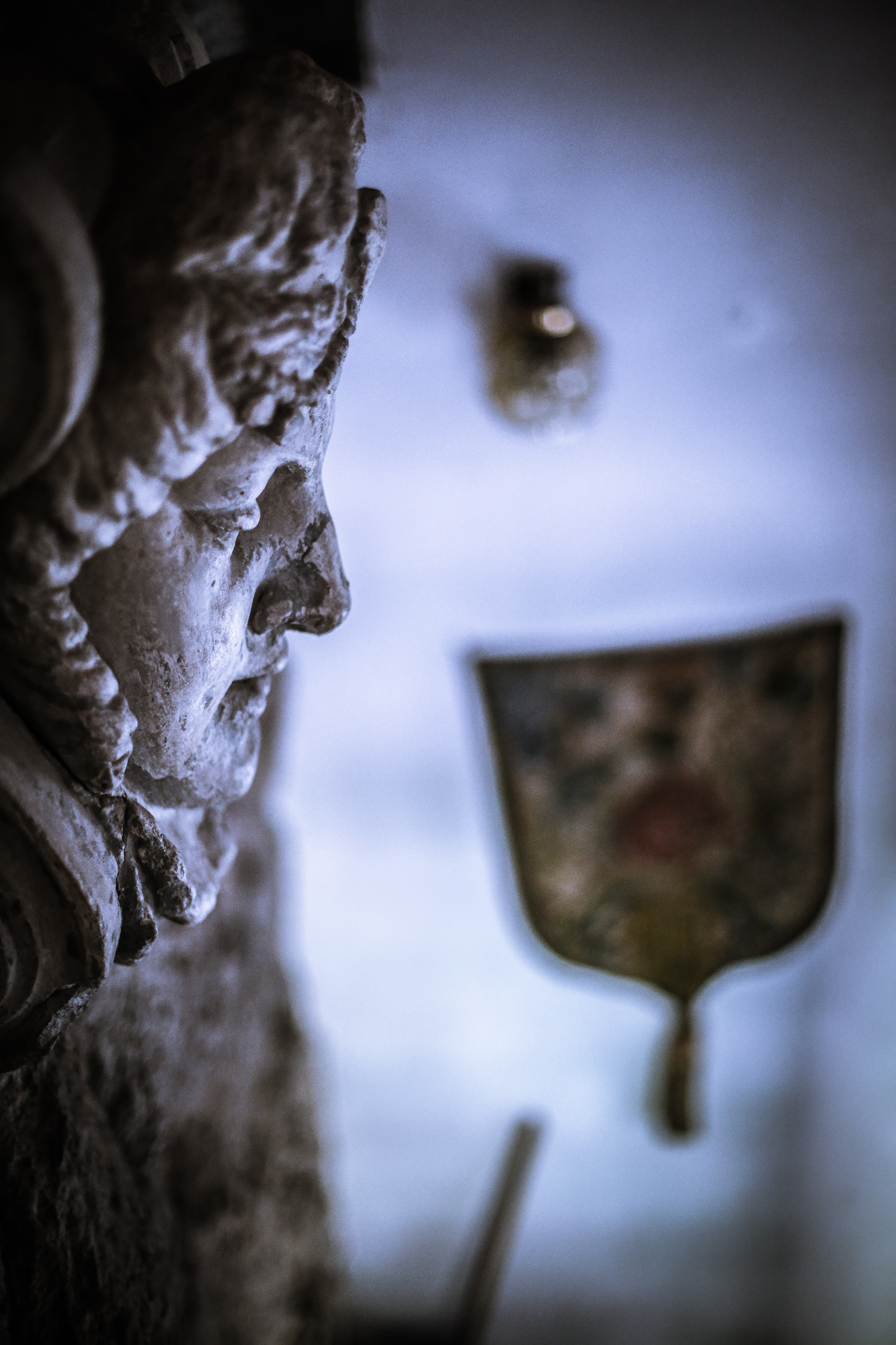
Egy kimentett oszlopfő a felrobbantott Nemzeti Színházból

Az eredetileg nagyobb (egész domboldalnyi) területet Gobbi Hilda üresen vette. Mivel további beruházáshoz nem volt tőkéje, extra fellépéseket vállalt, és telekhelyeket is eladott „a hegyén”, melyek közül például egyiken Kerekes János zeneszerző nyaralót épített, Esterházy Ilona színésznő és férje, Babics Antal – urológus professzor és a Nagy Imre-kormány egészségügyi minisztere – hétvégi faházat, egy másik területen pedig Fónay Márta kertészkedett haláláig. Házy Erzsébet és Darvas Iván is vett telket – amelyre végül sosem építkeztek. A közvetlen Gobbi telekrésze alatti földet Vály Rózsi tánctörténész vette meg, ám ehhez csupán egy pallónyi ösvény vezetett, amit Gobbi öngúnnyal Csaló-köznek keresztelt el, így – nem lévén hogyan odaszállítani az építőanyagot sem – egészen a művésznő haláláig nem építkezhetett rá, s az után is csak irathamisítással, amit viszont hamar lelepleztek, és az építkezés félbemaradt. A hegy tetején pedig – a nyaraló felett – egy négyszintes ház épült, Fábri Zoltán abban forgatta le a Karinthy Ferenc könyvéből adaptált Gyertek el a névnapomra című filmjét 1983-ban.

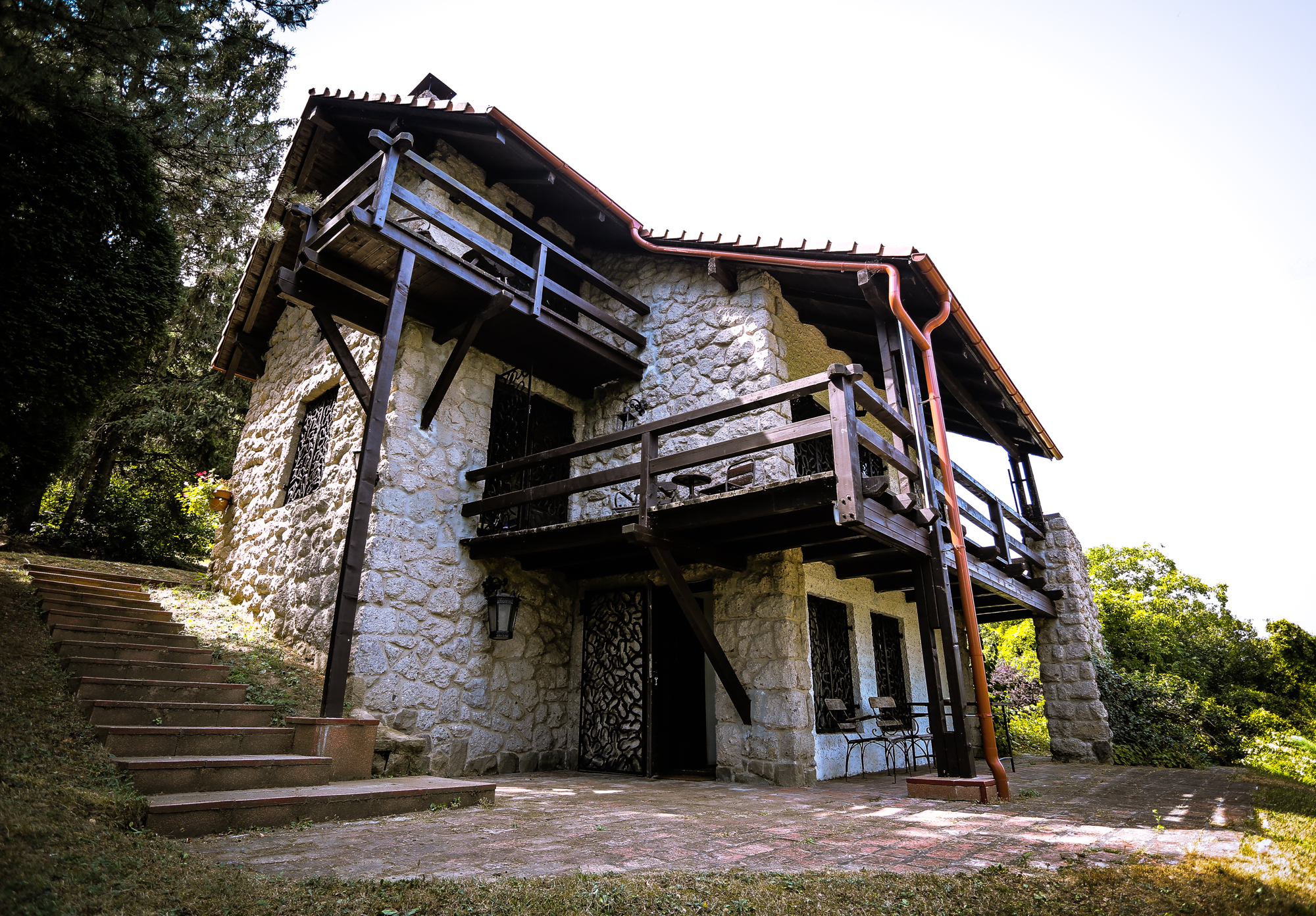
A völgy felöli homlokzata 2013-ban

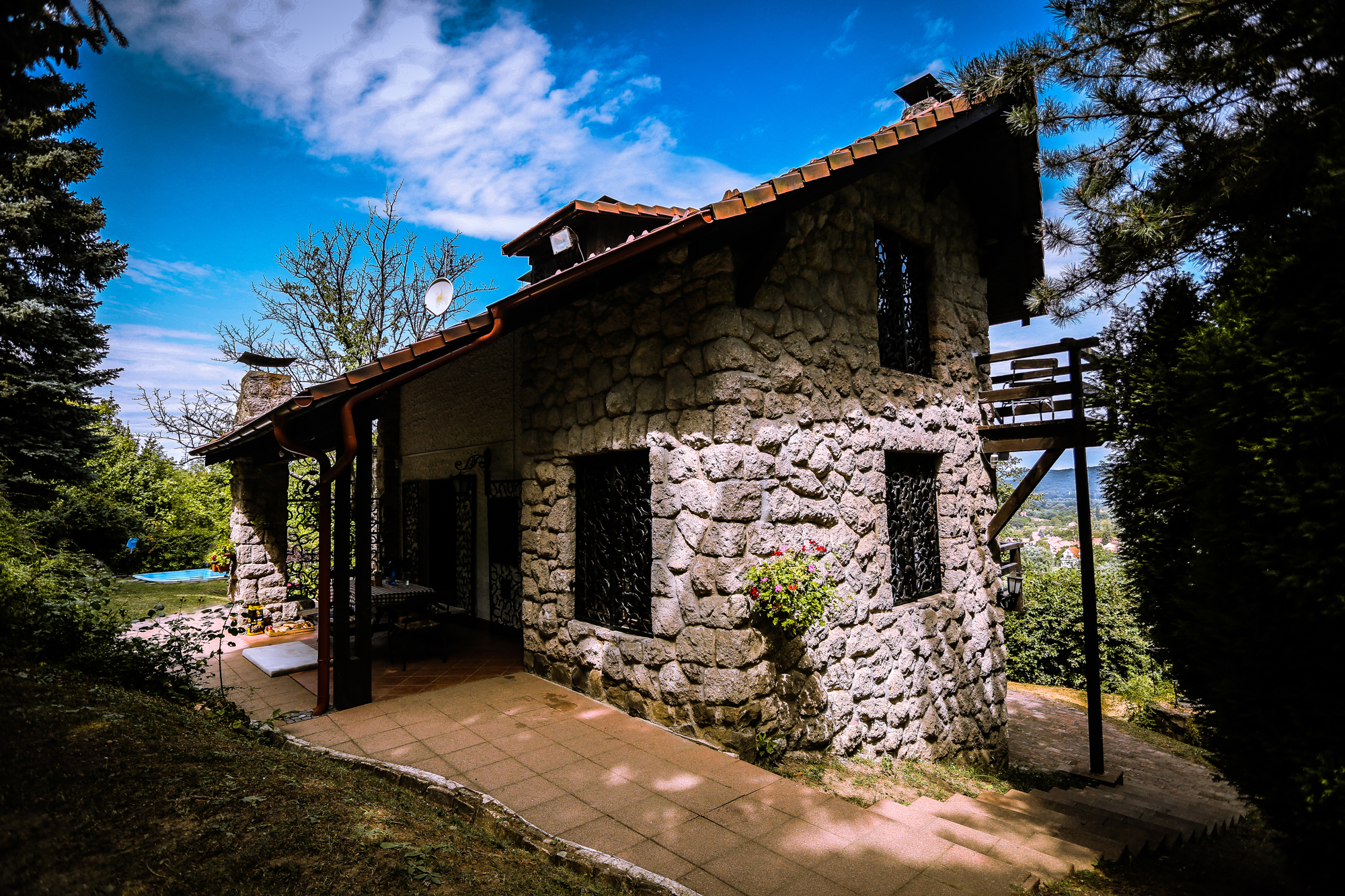
A hegy felöli homlokzata 2013-ban

A ház társadalmi munkában épült az 1960–1970-es években. Varga Sándor, a villa egykori gondnokának, elmondása alapján egyesek szerint az épületnek is a művésznő volt a tervezője. Annyi bizonyos, hogy a bejárati nagykapun és a kiskapukon is, különböző motívumokban elhelyezett patkókból készült műalkotások Gobbi Hilda saját tervei alapján készültek (a négyezredik patkó 1968-ban került „beépítésre”, amiből 2200-at a kapukba és ablakrácsokba Benedek István, tahitótfalui kovács dolgozott össze). Az építkezésbe még a katonaság is besegített, sőt egy külön oda vezető út is készült hozzá. A színésznő már fiatalon csatlakozott a baloldali mozgalomhoz, mely aktivitásának köszönhetően kellő befolyásra tett szert a korabeli hatalomnál. A villa kő és fa építőelemeinek 80 százalékát – ahogy végrendeletében írta – a „Magyar Nemzeti Színház Blaha Lujza téri lebontott épületéből” mentette meg a pusztulástól. A házban továbbá megtalálhatók Jászai Mari, Bajor Gizi, Somlay Artúr öltözőinek ajtói, de az egykori Blaha Lujza téri színház oszlopfője is beépítésre került.
Gobbi szinte minden szabadidejét és a nyarakat is itt töltötte. Ma is sok személyes emléke megtalálható az épületben és a hozzá tartozó kertben, ahonnan gyönyörű kilátás nyílik a Dunakanyar Szentendrei Duna-ágára, Kisoroszira, és egészen a túloldali hegyekig ellátni. Rengeteg színészkollégája is megfordult a villában, pihenni, kikapcsolódni vagy épp összejöveteleken, ezzel is segítve, összetartva a szakmát.

### A végakarat, és ami utána következett
Gobbi Hilda végrendeletében, féltve a magyar színházat – és mivel családja, gyermeke nem volt –, vagyonát a szakmára, a kollégákra hagyta, és barátját, Rőder Edit ügyvédet kérte föl az irat elkészítésére, gondozására. Vagyona budai (Orsó utcai) öröklakásának és garázsának eladásából származó részéből az Aase-díjat alapíttatta meg, továbbá rászoruló, idős színésztársait támogató alapot hozott létre – amely a kultuszminisztérium jogi kifogásai miatt ebben a formában nem jött létre, bár a több mint kétmillió forint kamatait minden évben szétosztották, így viszont az alaptőke nem emelkedett, a támogatás összege eljelentéktelenedett – és Visegrád-Szentgyörgypusztai nyaralóját is alkotóház céljára ajánlotta fel. Tiszteletére alapították meg a Gobbi Hilda-díjat a pályájuk delén túl lévő, korábban nem díjazott színészek számára.
A színésznő 1988 nyarán hunyt el. Ezután a kultuszminisztérium még felújíttatta az épületet, 1989 óta azonban az évi fenntartási költséget – mely 2004-ben 2,5 millió forint volt – a Pesti Magyar Színház mint az állami tulajdonú alkotóház fenntartója, saját büdzséjéből fedezte, támogatást nem kapott rá. Az alkotóház használatával kapcsolatosan szabályzatot kellett volna kidolgozni, amiben a megbízott ügyvédnek, a Színházművészeti Szövetség két tagjának és a(z akkori) Nemzeti Színház öt színészének is részt kellett volna venni, de az a 2000-es évekig sem készült el.
A villa jogi helyzete sokáig bizonytalan maradt, lassan a végakaratban foglalt cél is szinte feledésbe merült. Ezt nehezítette, hogy 2000-ben a kultuszminisztérium a régi Nemzeti nevét Pesti Magyar Színházra változtatta. 2002-ben, az új Nemzeti Színház felépülésekor viszont a megnevezett vagyontárgyak között – vagyis amelyeket az új teátrumnak kellett átadni – az alkotóház nem szerepelt, így a Magyar Színház tulajdona maradt „a Nemzeti Színház tagjain kívül más vezető színművészek, rendezők, dramaturgok számára” hagyományozott villa.

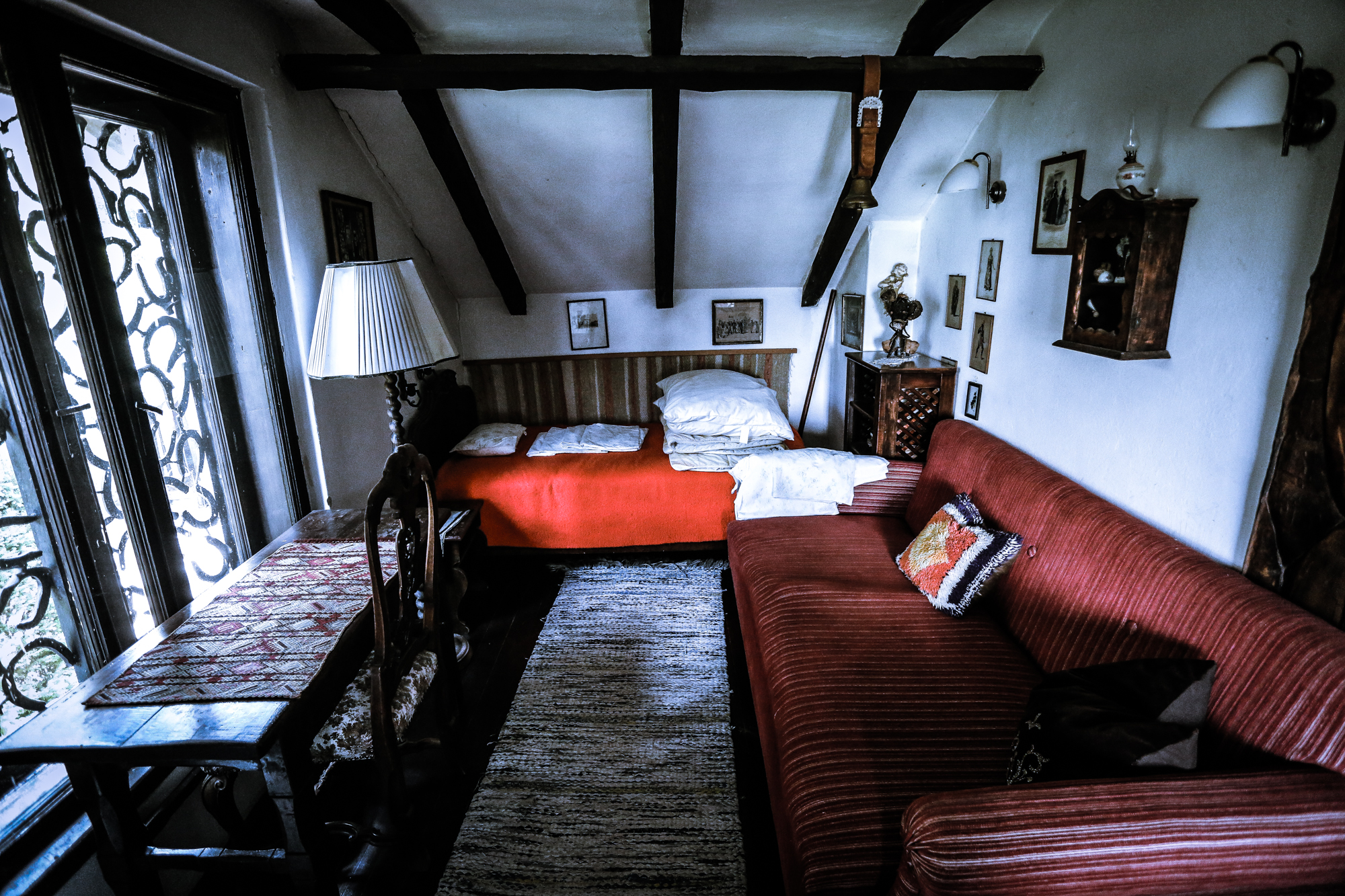
Az ablakon a lópatkókból összeállított rácsozat

2010-ben Őze Áron, a teátrum akkori igazgatója újra megnyitotta az épület kapuit, s vették birtokba újra előbb a társulat tagjai, majd a legendás színésznő születésének századik évfordulója alkalmából a sajtó és a nagyközönség számára is látogatható lett. 2014-ben pedig itt forgatták Szabó Szonja rendezésében a Pesti Magyar Színiakadémia végzős színész hallgatóinak Jaffa című vizsgafilmjét.
2015-ben az igazgatóváltást követően a vezetőség időszakosan bezáratta az épület, mivel az karbantartásra szorult és a fűtése sem megoldott, ezért forrásátcsoportosításra lett volna szükség, hogy a Gobbi-villa ismét látogatható legyen. Erre azonban nem került sor. 2017-ben – Zalán János igazgatása alatt – a Pesti Magyar Színház kezdeményezte, hogy a Nemzeti Színház vegye át a villa üzemeltetést, mivel a karbantartási munkálatokra a másik színház jobb költségvetéssel rendelkezik. Az épület 2018-ra a Nemzeti Vagyonkezelő kezelésébe került és nem látogatható, majd 2021-ben a Kárpát-medencei Művészeti Népfőiskola Alapítvány tulajdona lett.

## Az épület részei
- Földszint: a nappali uralja egy pici konyhával. A művésznő által gyűjtött régi kolompok, kis harangok, és számtalan emlék, régi népművészeti használati tárgy díszíti a falakat.[13]
- Első emelet: Hilda-szoba
- Hédi-szoba – Temessy Hédinek építtetett, külön bejáratú lakrész
- Kert